# Mormia vardarica
Mormia vardarica är en tvåvingeart som beskrevs av Krek 1982. Mormia vardarica ingår i släktet Mormia och familjen fjärilsmyggor. Inga underarter finns listade i Catalogue of Life.